# 33247 Iannacone
33247 Iannacone este o planetă minoră (asteroid) din centura de asteroizi. A fost descoperită pe 18 aprilie 1998 la Experimental Test Site⁠(d) de Lincoln Near-Earth Asteroid Research. 
Obiectul prezintă o orbită caracterizată de o semiaxă mare de 2,7160608 UAi, o excentricitate de 0,17, o înclinație de 5,07588 ° în raport cu ecliptica.